# Донское сельское поселение (Зерноградский район)
Донское сельское поселение — муниципальное образование в Зерноградском районе Ростовской области. 
Административный центр поселения — хутор Донской.

## Население
| 2010  | 2012  | 2013  | 2014  | 2015  | 2016  | 2017  | 2018  | 2019  |
| ----- | ----- | ----- | ----- | ----- | ----- | ----- | ----- | ----- |
| 2701  | ↘2655 | ↘2632 | ↘2585 | ↘2538 | ↘2509 | ↘2471 | ↘2442 | ↘2410 |
| 2020  | 2021  |       |       |       |       |       |       |       |
| ↘2383 | ↘2349 |       |       |       |       |       |       |       |

## Состав сельского поселения
| № | Населённый пункт | Тип населённого пункта        | Население |
| - | ---------------- | ----------------------------- | --------- |
| 1 | Донской          | хутор, административный центр | 1622      |
| 2 | Красноармейский  | хутор                         | 182       |
| 3 | Новокузнецовка   | село                          | 489       |
| 4 | Пишванов         | хутор                         | 408       |